# Under falsk Flag
|  | Denne artikel er oprettet af botten PalnaBot ud fra en ekstern database. Den kan derfor have sproglige fejl eller mangler. Denne skabelon kan fjernes efter kontrol af indholdet. |

Under falsk Flag er en stumfilm fra 1914 instrueret af Sofus Wolder efter manuskript af Harriet Bloch.